# Рамзай (село)
Рамзай (Богоявленское, Большой Рамзай) — село в Мокшанском районе Пензенской области, центр Рамзайского сельского поселения.

## География
Рамзай находится на 18 км от Пензы и на 14 км от рабочего поселка Мокшан, в 2 км от железнодорожной станции Рамзай. В селе имеется почта, есть школа, неподалёку находится турбаза «Чистые пруды». Село стоит на реке Рамзайке. Известно своим скульптурным парком «Легенда», крупнейшим в России и одним из крупнейших в Европе. С 2002 года имеется Богоявленский молитвенный дом.

## Население
| 1747  | 1790  | 1806  | 1864  | 1877  | 1911  | 1926  |
| ----- | ----- | ----- | ----- | ----- | ----- | ----- |
| 600   | ↗1138 | ↗1422 | ↗2909 | ↗4141 | ↗4836 | ↘3478 |
| 1931  | 1939  | 1959  | 1970  | 1979  | 1989  | 1998  |
| ↗3926 | ↘2314 | ↘1444 | ↗1874 | ↘1823 | ↗1981 | ↗2030 |
| 2002  | 2010  |       |       |       |       |       |
| ↘2024 | ↘1953 |       |       |       |       |       |

## Известные люди
В Рамзае родились:
- Загоскин, Михаил Николаевич — писатель. В районе школы ему установлен памятник.
- Степанов, Нестор Степанович — машинист, депутат II Государственной Думы от Пензенской губернии, меньшевик, городской голова Пензы в 1917—1918 годах.
- Давыдов Иван Васильевич — Герой Социалистического Труда.
- Бурмистров, Юрий Васильевич — Герой Советского Союза.